# Wilfried de Jong
Wilfried de Jong (Rotterdam, 30 september 1957) is een Nederlands theatermaker, televisieprogrammamaker, tv-presentator, acteur en schrijver.

## Carrière
De Jong werd bekend door zijn samenwerking met Martin van Waardenberg in het theaterduo Waardenberg en de Jong.
Nadat deze samenwerking was beëindigd legde De Jong zich toe op het maken van televisieprogramma's. Eerst maakte hij voor de VPRO Sportpaleis De Jong en later, samen met Matthijs van Nieuwkerk, Holland Sport, waarvan hij van 2008 tot en met 2011 de enige presentator was.
Hij presenteerde ook 24 uur met..., dat tussen 2008 en 2017 op Nederland 3 werd uitgezonden. Zijn liefde voor sport in het algemeen kwam verder tot uiting in een serie documentaires over de fans, hobbyisten en organisatoren van diverse amateursportevenementen. In de in Rotterdam opgenomen serie Pakhuis de Jong speelde Wilfried de Jong met doorgewinterde tv-persoonlijkheden in op actualiteit. Daarnaast speelde De Jong soms rollen in films en televisieseries (Evelien) en schreef hij een boek, De linkerbil van Bettini en een verhalenbundel: Aal.
In maart 2007 verscheen ter gelegenheid van de literaire boekenmaand van de Bijenkorf De opheffing van Bob, een speciale uitgave, met vier oude verhalen van De Jong. Verder levert Wilfried de Jong regelmatig een bijdrage aan het voetbaltijdschrift Hard gras. In 2009 verscheen De man en zijn fiets, een bundel wielerverhalen. Hij is ook wel aangeprezen als "professioneel sportliefhebber". Als aanvulling op deze verhalenbundel verscheen er ook een cd Man & Fiets met Ocobar. De Jong schrijft een wekelijkse sportcolumn in NRC Handelsblad. In de zomer van 2013 was De Jong presentator/interviewer van het televisieprogramma Zomergasten.
De Jong werd in oktober 2014 op de vrijdagavond presentator van Met het Oog op Morgen, een NOS-radioprogramma. Later werd dat vast de dinsdagavond.
In 2017 sprak De Jong in een televisie-interview met koning Willem-Alexander. Dit gesprek werd opgenomen op De Eikenhorst ter gelegenheid van de vijftigste verjaardag van de koning en werd op 26 april 2017 gelijktijdig uitgezonden op NPO 1 en RTL 4. Het interview werd door ruim 4 miljoen mensen bekeken en de aanpak van De Jong in het interview werd door kijkers en recensenten geprezen.
In 2020 kwam zijn boek De man en zijn wielerverhalen uit. In 2023 werd de Blijvend Applaus Prijs aan Waardenberg en De Jong toegekend.
In 2024 speelt hij samen met Caro Derkx de voorstelling 'Haar in de wind' over hun voorliefde voor fietsen.